# サクライロノキセツ
「サクライロノキセツ」は、yozuca*の7枚目のシングル。2005年7月21日にLantisから発売された。

## 概要
前作「WHITE HEAT」から5ヶ月ぶりのリリースとなる2005年3作目のシングル。ジャケットはスリーブパッケージ仕様となっており、裏面にはアイシアがプリントされている。
今作はyozuca*のシングルの中で過去最高の売り上げを記録している。またオリコン週間ランキングにて17位を記録しており、『サクラキミニエム』が14位になるまでは過去最高順位だった。

## 収録曲
1. サクライロノキセツ
作詞・作曲：tororo、編曲：Angel Note
2. チェーリング
作詞：yozuca*、作曲：黒須克彦、編曲：河合英嗣
3. サクライロノキセツ（off vocal）
4. チェーリング（off vocal）

## タイアップ
- テレビアニメ『D.C.S.S. 〜ダ・カーポ セカンドシーズン〜』オープニングテーマ

## 収録アルバム
| 曲名               | 収録アルバム                               | 備考                                                                                                   |
| ------------------ | ------------------------------------------ | --- |
| サクライロノキセツ | nico.                                      | yozuca*の2作目のオリジナルアルバム。                                                                   |
| サクライロノキセツ | サクライロノキセツ 〜Re-Product&Remix&PV〜 | yozuca*の8作目のシングル。「crunch world mix/night rainbow takes」として収録。                         |
| サクライロノキセツ | enjoy                                      | yozuca*のベストアルバム。                                                                              |
| サクライロノキセツ | dolce2                                     | テレビアニメ『D.C.S.S. 〜ダ・カーポ セカンドシーズン〜』のボーカルアルバム。「short ver.」として収録。 |
| サクライロノキセツ | 初音島ベスト                               | 『D.C. 〜ダ・カーポ〜』のベストアルバム。                                                              |
| チェーリング       | nico.                                      | yozuca*の2作目のオリジナルアルバム。                                                                   |
| チェーリング       | enjoy                                      | yozuca*のベストアルバム。                                                                              |